# Fylgia amazonica
Die Fylgia amazonica ist die einzige Libellenart der Gattung Fylgia aus der Unterfamilie Brachydiplacinae. Ihr Verbreitungsgebiet erstreckt sich über das Amazonasgebiet. Ihre Larven sind unbekannt. Es werden die beiden Unterarten F. a. amazonica und F. a. lychnitina unterschieden.

## Bau der Imago
Die Tiere erreichen eine Länge von 19 bis 22 Millimetern, womit sie sehr klein sind. Während die Männchen schwarz und nur beginnend zwischen dem dritten und siebten Segment bis zu Spitze des Hinterleibes (Abdomen) rot sind, sind die Weibchen am Brustkorb (Thorax) grünlich mit braunen Streifen. Ihr Abdomen ist orange-braun. Die Flügel sind meist durchsichtig, können aber auch leicht verraucht sein. Die letzte Antenodalader im Vorderflügel ist unvollständig, reicht also nicht von der Costalader bis zur Radiusader.

## Habitat
Fylgia amazonica lebt an mit abgefallenen Blättern bedeckten Tümpeln im tiefsten tropischen Regenwald. Die Männchen sitzen auf besonnten, großen, über dem Wasser hängenden Blättern.